# Palatogobius grandoculus
Palatogobius grandoculus es una especie de peces de la familia de los Gobiidae en el orden de los Perciformes.

## Morfología
- Los machos pueden llegar a alcanzar los 3,2 cm de longitud total.
- Número de vértebras: 27.[1]

## Hábitat
Es un pez de Mar y de aguas profundas que vive entre 253-276 m de profundidad.

## Distribución geográfica
Se encuentra en el Mar Caribe: México.

## Observaciones
Es inofensivo para los humanos. 